# (32608) Hallas
2001 QA231 (asteroide 32608) é um asteroide da cintura principal. Possui uma excentricidade de 0.11238460 e uma inclinação de 5.06867º.
Este asteroide foi descoberto no dia 24 de agosto de 2001 por Roy A. Tucker em Goodricke-Pigott.